# Burg Röthgen
Die Burg Röthgen, auch Burg Merötgen genannt, war namensgebend für den gleichnamigen Ortsteil Röthgen in Eschweiler, Nordrhein-Westfalen. Die in der Burgstraße gelegene Anlage ist eine typische niederrheinische Wasserburg, deren Bausubstanz mehrheitlich aus dem frühen 16. Jahrhundert stammt.
Heutzutage wird die Anlage als Wohnhaus der Eigentümer sowie als Reitschul- und Pensionsstall genutzt.

## Beschreibung
Die zweiteilige Burganlage ist in ihrem Kern gotischen Ursprungs. Die Vorburg beheimatet einen Reiterhof, während die Kernburg zu privaten Wohnzwecken genutzt wird.
Die Behauptung, dass früher ein unterirdischer Gang die Röthgener Burg mit der Nothberger Burg verbunden haben soll, konnte trotz entsprechender Untersuchungen nicht bestätigt werden und ist angesichts der topographischen Gegebenheiten nahezu unmöglich.

### Die Vorburg
Die niedrige, dreiflügelige Vorburg ist zu der nordwestlich davon gelegenen zweiflügeligen Kernburg offen und von dieser durch einen Wassergraben getrennt. Die einstigen Gräften der teilweise aus Backstein erbauten Gebäude sind heute noch gut zu erkennen, liegen jedoch trocken. Von den zwei ehemals existierenden Portalen ist nur das im südwestlichen Flügel mit seinem barocken Korbbogentor erhalten.

### Die Kernburg
Über eine Steinbogenbrücke ist der Hof der Kernburg zu betreten. Die unregelmäßige Form des nördlichen Burggrabens lässt darauf schließen, dass es sich hierbei um einen alten Weiher gehandelt hat, an dessen Ufer die Burg errichtet wurde, um ihn anschließend in das Grabensystem der Anlage einzubeziehen.
Die zwei erhaltenen, zweigeschossigen Gebäudeflügel aus Bruchstein stoßen rechtwinklig aufeinander, wobei nur der südöstliche noch originalen Baubestand zeigt. Markant ist hierbei seine südliche Ecke, in die auch heute noch gut sichtbar der einstige Bergfried integriert ist. Der Nordost-Flügel wurde während des Zweiten Weltkriegs bis auf die Grundmauern zerstört und in den 1960er Jahren nach originalen Vorbildern rekonstruiert. Er erhebt sich über einem Kellergeschoss mit kleinen Schießscharten und wird an seinen Ecken von zwei Rundtürmen mit Knickhelmen abgeschlossen.
An der Art der Fenster lässt sich sehr gut deren barocke Herkunft ablesen. Sie besitzen die typischen regionalen Blausteineinfassungen aus flachen Segmentbögen mit einem abschließenden Keilstein in ihrer oberen Mitte.

## Geschichte

### Bewohner und Besitzer

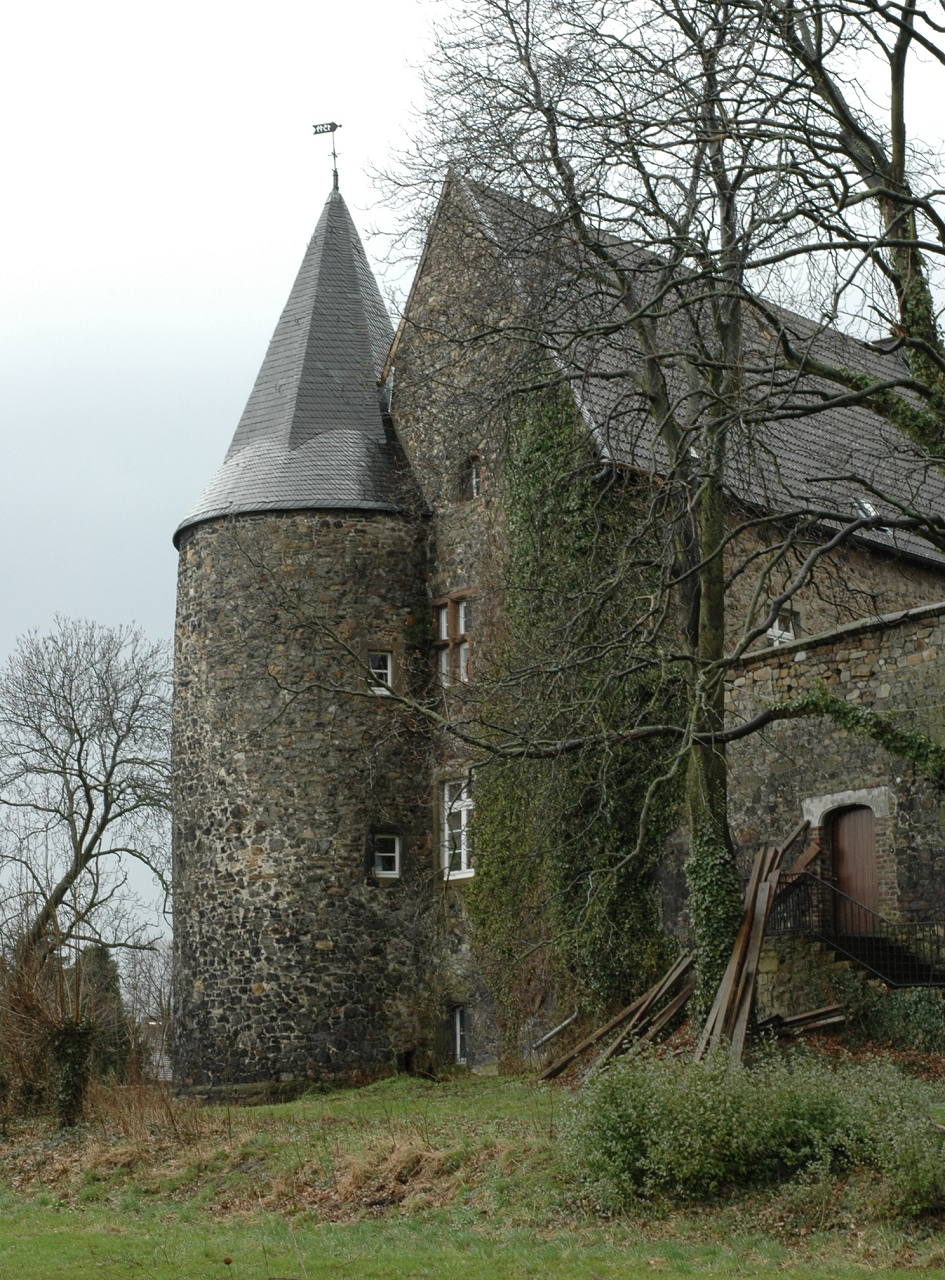
Nordost-Flügel mit Eckturm

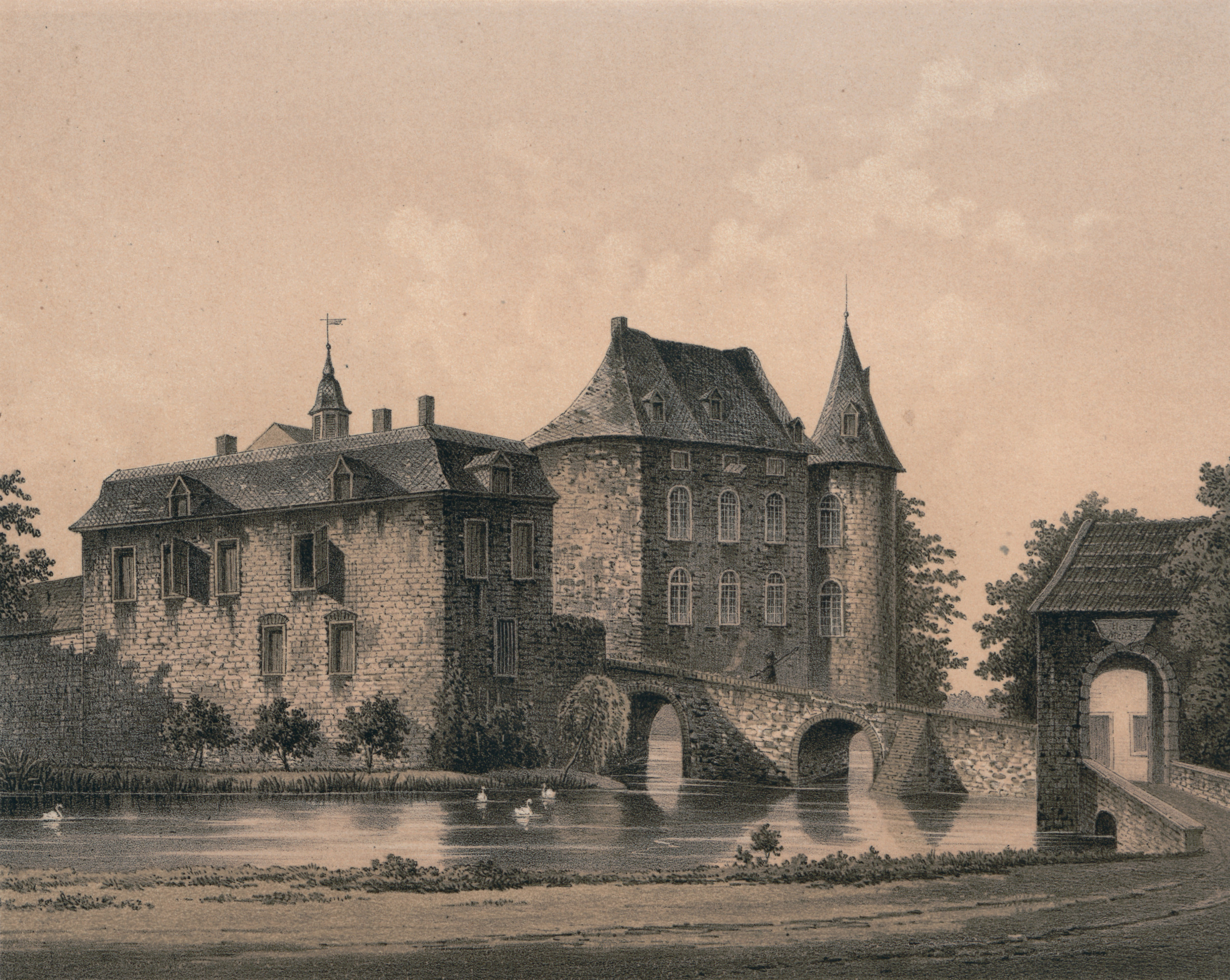
Burg Röthgen um 1860, Sammlung Alexander Duncker

Das genaue Entstehungsdatum der Burg ist historisch nicht belegt. Akten aus dem 17. Jahrhundert bezeugen die Burg als Stammsitz der Ritter von Engelsdorf (genannt Merötgen), die dort schon im 13. Jahrhundert ansässig waren, obgleich erst 1348 ein Edmund von Röthgen (Edmuntz van me Roitgen) urkundlich erwähnt wird. Ebenso unklar wie das Gründungsdatum ist auch das Verhältnis der Ritter von Röthgen zu den Rittern von Engelsdorf. Nach derzeitiger Urkundenlage scheinen beide Geschlechter die Röthgener Burganlage im 14. Jahrhundert bewohnt zu haben. Historiker vermuten, dass die Schwester Emuntz van me Roitgens Ehefrau des Gerhard von Engelsdorf war, der auch als Lehnsnehmer der Nothberger Burg erscheint. Fest steht lediglich, dass die Röthgener Burg zum Schutze Jülicher Besitzungen im unübersichtlichen Waldgebiet der Voreifel errichtet und als Lehen der Jülicher Grafen vergeben wurde.
Die Jahreszahl 1514 auf einer erhaltenen Wetterfahne gibt Grund zu der Annahme, dass es vermutlich Wilhelm von der Horst zu Hurt, verheiratet mit Margaretha von Engelsdorf, war, der die Anlage in jenem Jahr grundlegend um- und ausbauen ließ und damit einen alten Vorgängerbau ersetzte.
Als am 12. Februar 1553 das Geschlecht mit Carsilius von Engelsdorf im Mannesstamm erlosch, kam die Burg an Margarethas Enkelin Elisabeth von der Horst zu Hurt, die seit 1550 mit Wilhelm von Harff, Herr zu Alsdorf verheiratet war. Durch die weitläufigen Familienverhältnisse der von Engelsdorf erhoben jedoch auch Mitglieder andere Familienzweige Anspruch auf die Anlage. Es folgten langwierige Erbstreitigkeiten, die erst 1691/1692 ein Ende fanden, als die Röthgener Burg dem Freiherrn Karl Wilhelm von Bourscheidt zugesprochen wurde und sich nachfolgend rund 250 Jahre lang im Besitz dieser luxemburgischen Adelsfamilie befand.
Während der Kämpfe des Zweiten Weltkriegs in und um Eschweiler wurde ein großer Teil der Röthgener Anlage stark beschädigt. Auch das Haus Rath in Eschweiler, das sich ebenfalls in Bourscheidter Besitz befand, wurde beschädigt. Die Familie verkaufte die Burg 1950 an die Braunkohle-Industrie AG Zukunft (BIAG), um mit dem Erlös Haus Rath wieder aufbauen zu können.
Im Jahr 1954 erwarb Peter Kugel die Ruine samt den dazugehörigen Ländereien von der BIAG, um sie ab 1968/1969 unter Leitung des damaligen Aachener Dombaumeisters und Stadtkonservators Leo Hugot zu privaten Wohnzwecken wieder aufzubauen. Die Familie Kugel ist auch heute noch Eigentümerin.

### Baugeschichte
Erste historisch gesicherte Erkenntnisse über das Aussehen der Burganlage existieren erst mit ihrem Ausbau im frühen 16. Jahrhundert. Nach dem Ende der Bauarbeiten handelte es sich um eine zweiteilige Anlage, deren zweigeschossige Kernburg aus Bruchstein auf einem künstlich aufgeschütteten Hügel lag und durch einen Graben von einer tiefer gelegenen dreiflügeligen, kleinen Vorburg getrennt war. Die vier Flügel der geschlossenen Hauptburg gruppierten sich um einen Innenhof, wobei der viereckige Bergfried des Vorgängerbaus das südliche Ende des Südost-Flügels bildete. Der nordöstliche Gebäudeflügel umfasste den Palas und besaß an seinen beiden Ecken Rundtürme.
Bereits im 16. Jahrhundert und anschließend noch einmal im 17. Jahrhundert wurde die Vorburg teilweise unter Verwendung von Backstein erneuert. Sie war wie die Kernburg von Wassergräben umgeben, die von einem Waldbach gespeist wurden.
1855 ließen die Besitzer die Anlage dem Zeitgeschmack entsprechend umbauen und dabei den Nordwest- sowie den Südwest-Flügel niederlegen. Lediglich die Umfassungsmauern der beiden Seiten blieben erhalten. Die Fenster der übrigen zwei Gebäudeflügel wurden vergrößert, lediglich im Drempel des Dachgeschosses blieben die ursprünglichen, kleinen Fenster unverändert. Der hohe Bergfried wurde soweit abgetragen, dass er die gleiche Höhe wie der Südost-Flügel besaß, um mit diesem ein gemeinsames Dach zu erhalten.
Während des Zweiten Weltkriegs trug die Burg im Jahr 1944 erhebliche Schäden davon. Der südöstliche Flügel wurde vollkommen zerstört und erst ab 1968/1969 wieder aufgebaut.